# 加利纳格
加利纳格（法語：Galinagues，法語發音：[ɡalinaɡ] ⓘ）是法国奥德省的一个市镇，属于利穆区。

## 地理
加利纳格（42°48'28"N, 2°2'43"E）面积4.14 平方千米，位于法国奧克西塔尼大區奥德省，该省份为法国南部沿海省份，北起塔恩省，西北接上加龙省，西接阿列日省，南至东比利牛斯省，东临地中海，东北与埃罗省接壤。
与加利纳格接壤的市镇（或旧市镇、城区）包括：雷邦蒂河畔贝尔福尔、埃斯珀泽勒、马聚比、罗多姆。

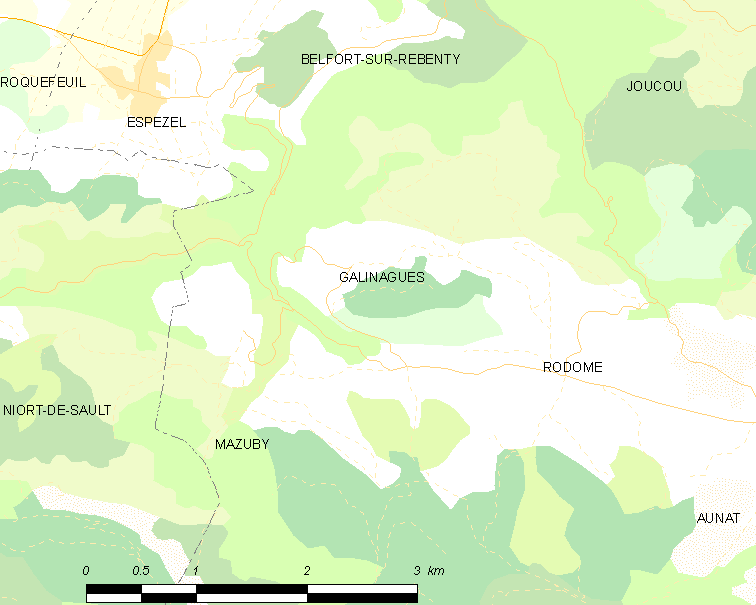
加利纳格的OSM定位图

加利纳格的时区为UTC+01:00、UTC+02:00（夏令时）。

## 行政
加利纳格的邮政编码为11140，INSEE市镇编码为11160。

## 政治
加利纳格所属的省级选区为上奥德河谷县。

## 人口

1962-2008年间加利纳格人口变化图示

加利纳格于2022年1月1日时的人口数量为31人。